# Хронологија Народноослободилачке борбе мај 1941.
Хронолошки преглед важнијих догађаја везаних за Народноослободилачку борбу народа Југославије, који су се десили током мај месеца 1941. године:
| ← април | ← април | ← април | ← април | ← април | ← април | ← април | ← април | ← април | Хронологија Народноослободилачке борбе у 1941. години | Хронологија Народноослободилачке борбе у 1941. години | Хронологија Народноослободилачке борбе у 1941. години | Хронологија Народноослободилачке борбе у 1941. години | Хронологија Народноослободилачке борбе у 1941. години | Хронологија Народноослободилачке борбе у 1941. години | Хронологија Народноослободилачке борбе у 1941. години | Хронологија Народноослободилачке борбе у 1941. години | Хронологија Народноослободилачке борбе у 1941. години | Хронологија Народноослободилачке борбе у 1941. години | Хронологија Народноослободилачке борбе у 1941. години | Хронологија Народноослободилачке борбе у 1941. години | Хронологија Народноослободилачке борбе у 1941. години | Хронологија Народноослободилачке борбе у 1941. години | Хронологија Народноослободилачке борбе у 1941. години | јун → | јун → | јун → | јун → | јун → | јун → | јун → |
| 1       | 2       | 3       | 4       | 5       | 6       | 7       | 8       | 9       | 10                                                    | 11                                                    | 12                                                    | 13                                                    | 14                                                    | 15                                                    | 16                                                    | 17                                                    | 18                                                    | 19                                                    | 20                                                    | 21                                                    | 22                                                    | 23                                                    | 24                                                    | 25    | 26    | 27    | 28    | 29    | 30    | 31    |

### 1. мај
- Поводом Празника рада, Централни комитет КП Југославије издао „Првомајски проглас радном народу Југославије“, у коме се — објашњавају узроци априлског слома, не признаје распарчавање Југославије, позива радничка класа на јединство и истиче да ће КПЈ, као и до сада, стајати у првим редовима народне борбе и још упорније организовати и водити борбу против окупатора и његових слугу, против распиривања шовинизма, за братство народа Југославије, за срећнију будућност. Аутор овог Прогласа био је Јосип Броз Тито, генерални секретар КПЈ, а написао га је уочи Првог маја.[1]

### 3. мај
- У Риму краљ Виторио Емануел издао посебну наредбу којом је прикључио јужне делове Словеније Краљевини Италији. Области Долењска и Нотрањска, које су тада биле анексиране постале су тзв „Љубљанска покрајина“. Љубљански бискуп Григориј Рожман и група вођа словеначких буржоаских партија упутила је председнику владе Краљевине Италије Бениту Мусолинију захвалност поводом анексије дела Словеније.[2]
- У Пријепољу почели тродневни преговори између представника Трећег рајха, Краљевине Италије и Независне Државе Хрватске о одређивању демаркационе линије у Санџаку.[2]

### 4. мај
- У Загребу одржано Мајско саветовање Централног комитета КП Југославије, на коме су присуствовали руководиоци и делегати ЦК КП Словеније и Хрватске и свих Покрајинских комитета (изузев из Македоније). На саветовању је Јосип Броз Тито, генерални секретар КПЈ поднео Реферат у ком је анализирао Априлски рат и окупацију Југославије и истако задатке КПЈ и карактер будућег рата. На саветовању је наглашено да КПЈ не признаје окупациону поделу Југославије, да комунисти треба да стану на чело ослободилачке борбе и да све партијске организације формирају Војне комитете који ће водити припреме за оружани устанак (прикупљање оружја, борбене обуке и припрема људства).[3]

| 1 3 4 6 8 10 11 13 17 18 19 24 25 27 29 30 31 |

### Почетак маја
- У Загребу Јосип Броз Тито, генерали секретар КПЈ, у току припрема за прелазак у Београд, одржао појединачне састанке са — Владом Поповићем, делегатом ЦК КПЈ при ЦК КП Хрватске; Радом Кончаром, секретаром ЦК КПХ; Павлом Папом, руководиоцем Централне партијске технике и Јосипом Копиничем, шефом Коминтерниног пункта за везу. Поред конкретних задатака, Тито се са Кончарем, Папом и Копиничем посебно договорао око веза које се морају редовно одржавати између ЦК КПЈ и ЦК КПХ, о радио вези ЦК КПЈ са Коминтерном и о томе да ЦК КПХ мора обезбедити редовну везу ЦК КПЈ са ЦК КП Словеније.[4]
- На Велебиту, у близини Госпића, усташе основале логор Јадовно, који се налазио у сатаву логора Госпић-Јадовно-Паг. Овим логором управљао је усташа Јуцо Рукавина. Према проценама у логору је убијено око 40.000 људи, а већином су убијани бацањем у дубоке јаме. Логор је затворен 21. августа, јер је област у којој се налазио, према „Римском уговору“, припала Краљевини Италији.[5]

### 6. мај
- У Марибору, под руководством др Сигфрида Иберајтера шефа цивилне управе за Доњу Штајерску, одржан састанак представника разних немачких бироа и начелства из Берлина, Граца, Марибора и Београда на којем је донета одлуку о депортацији једног дела југословенског становништва. Основна намера је била „национално чишћење области“ (пресељење Срба из НДХ у Србију) и „ослобођење простора за насељавање немачког становништва“ (пресељење Словенаца у Немачку, Хрватску и Србију). Упоредо са овим депортацијама, вршене су и депортације Јевреја и Рома, ради њиховог потпуног уништења. Првобитни план је предвиђао да се око 250.000 Словенаца пресели у Србију, али је потом решено да се они преселе на подручја НДХ, са којих је претога требало протерати и побити Србе. У току рата Немци су успели да депортују око 63.000 Словенаца, од чега — 43.000 у Немачку, 9.793 у Хрватску и 7.177 у Србију. Овој цифри треба додати и око 17.000 Словенаца, који су избегли хапшења и депортацију, бекством у зону под италијанском окупацијом. Депортација Срба, вршена је не само са подручја НДХ, него и са територија под мађарском, италијанском и бугарском окупацијом, као и из Баната. У току рата на подручје окупиране Србије избегло је око 325.000 регистрованих избеглица, али је укупан број знатно виши.[6]
- У Кијевској гори, у околини Санског Моста, мештани села Кијево и Трамошња се сукобили са усташама, који су дошли у намери да пљачкају и убијају и одбили их од својих села. После овога дигли су се и мештани околиних села - Козице, Хазића, Стратинске, Обровца и др. На сељаке, који су устали да бране своје домове, кренуле су тада јаке усташке снаге, помогнуте једним немачким одељењем из Првог дивизиона 132. пука, стационираног у Приједору. У свитање 8. маја Немци су успели да разбију положаје побуњених сељака, без чврсте и јединствене команде. Немци су потом за своје убијене (однос 10 Срба за једног Немца) стрељали 30 Срба у Санском Мосту и затим њихова тела обесили у Градском парку, као застрашујући пример и опомену. Овај догађај, који се назива као „Мајска“ или „Ђурђевданска побуна“, усташе су искористиле да пооштре терор над Србима.
- У селима у околини Вељун, код Слуња, на Кордуну, усташе отпочеле масовне покоље Срба, током кога је убијено 530 људи. Повод за овај покољ било је убиство угледног политичара, бившег народног посланика ХСС и млинара Јосипа Јосе Мравунца (1901—1941) и читаве његове породице, које су извршиле усташе, а потом оптужиле Србе из Вељуна за овај злочин. Тада су из Загреба, у Благај стигла два камиона усташа, под командом Ивана Шарића, који су, уз подршку усташа из Хрватског Благаја и Слуња, извршили хапшење и убијање локалних Срба. Хапшења су вршена у селима — Вељун, Спаредњак, Стојмерић, Бандино Село, Црно Врело, Вељунска Глина, Цвијановић Брдо, Лаповац, Доњи Полој, Точак и Шљивњак, као и у селу Боговоља, код Цетинграда. Пошто су хапшења, вршена на превару, под изговором да се ухапшени упућују на рад у Немачку, од укупно ухапшених 625 мушкараца, њих 95, претежно стараца, пуштено је кућама. Остали ухапшени су одведени у Хрватски Благај, где су убијени и бачени у Попову јаму. Међу убијенима је био и 18 чланова КПЈ, а међу њима и Никола Кукић (1914—1941), секретар Среског комитета КПХ за Слуњ, који је после рата проглашен за народног хероја.[7][6]

| 1 3 4 6 8 10 11 13 17 18 19 24 25 27 29 30 31 |

### 8. мај
- У Београд из Загреба допутовао генерални секретар КПЈ Јосип Броз Тито, допутовао је у пратњи курира ЦК КПЈ Даворјанке Пауновић Зденке. Његовим преласком у Београд, седиште Политбироа ЦК КПЈ је из Загреба премештено у Београд, где су се већ налазили Централни комитет СКОЈ-а и Покрајински комитет КПЈ за Србију. Првих дана боравка у Београду, Тито је становао у стану Васа Раичковића у Тополској 14, стану инжењера Светозара Савићевића у Звечанској 44 и кући Владислава Рибникара, у Ботићевој улици.[8]
- У Тржичу одржан тајни састанак између председника Владе Краљевине Италије Бенита Мусолинија и поглавника НДХ Анте Павелића, на коме је утврђено разграничење између квинслишке НДХ и Италије.[9]

### 10. мај
- У Загребу Анте Павелић издао наредбу о формирању посебних усташких војних снага — Усташке војнице, која се налазила ван Војске НДХ и била је потчињена директно Павелићу. Усташка војница је била страначка војска, састављена према политичком критеријуму од најчешће добровољаца и била је веома чврсто организована. До краја 1941. године било је формирано 12 војно способних бојни (бригада), а број припадника је био око 15.000.

### 11. мај
- На Равну гору дошао генералштабни пуковник бивше Југословенске војске Дража Михаиловић, у пратњи 7 официра и 24 подофицира и војника. По доласку, он се повезао са мајором Александром Мишићем са којим је радио на стварању Четничких одреда Југословенске војске, који су проглашени 14. јуна. Касније му се придружила и група интелектуалаца из Српског културног клуба, са којима је оформио Равногорски покрет. Своје прво појављивање у јавности Дража Михаиловић имао је 28. јуна у селу Тометино Поље, код Пожеге, а контакте са избегличком владом у Лондону, је успоставио тек у септембру.

### 13. мај
- У Загребу министар унутрашњих послова НДХ Андрија Артуковић прописао Проведбену наредбу о устројству и пословању равнатељства за јавни ред и сигурност. Ово „Равнатељство“ је као одељење Министарства унутрашњих послова представљало „ударну песницу“ Артуковића и усташке власти у политици истребљивања Срба, Јевреја, Рома и других антифашитса у НДХ.[10]

| 1 3 4 6 8 10 11 13 17 18 19 24 25 27 29 30 31 |

### Средина маја
- У Београду се Јосип Броз Тито састао са члановима ЦК КПЈ — Александром Ранковићем, Иваном Милутиновићем, Милованом Ђиласом, Ивом Лолом Рибаром и Светозаром Вукмановићем Темпом. Тито тада доноси одлуку да у Македонију упути Лазара Колишевског, који ће Покрајинском комитету КПЈ за Македонију однети документа ЦК КПЈ и утврдити зашто секретар ПК КПЈ за Македонију Методије Шаторов није присуствовао Мајском саветовању у Загребу и зашто је прекинуо све везе са ЦК КПЈ.
- У Београду одржан састанак Покрајинског комитета КПЈ за Србију, на коме је формиран Војни комитет при ПК КПЈ за Србију, његови чланови су били — Спасенија Цана Бабовић, Сретен Жујовић Црни, Филип Кљајић Фића и Бранко Крсмановић. Одмах потом приступило се формирању војних комитета при окружним комитетима КПЈ, чији је задатак био да стварају илегалне групе и организују њихову војну обуку. Организовани су и санитетски курсеви на којима су се омладинци оспособљавали за пружање прве помоћи.
- У Сарајеву одржан састанак Покрајинског комитета КПЈ за Босну и Херцеговину, коме су присуствовали — Иса Јовановић, секретар и Ђуро Пуцар, Угљеша Даниловић, Бориша Ковачевић, Пашага Манџић, Авдо Хумо, Васо Мискин и Лепа Перовић, чланови ПК. На састанку су пренети закључци са Мајског саветовања КПЈ, одржаног у Загребу и одлучено је да се одрже обласна партијска саветовања, ради упознавања чланова КПЈ са закључцима ЦК КПЈ и да се формирају обласни војни комитети. Тада је и формиран Војни комитет при ПК КПЈ за БиХ, чији су чланови били — Угљеша Даниловић, Махмут Бушатлија, Слободан Принцип Сељо и Војо Љујић.
- По налогу Покрајинског комитета КПЈ за Црну Гору, Боку и Санџак отпочело формирање припремних ударних група за оружану борбу против окупатора. Групе су се формирале конспиративно и имале су различит састав од 10 до 30 и више људи. У њих су укључивани чланови КПЈ, СКОЈ-а и блиски симпатизери. Овај процес је трајао све до почетка устанка.
- У близини Петроврада, одржан састанак непотпуног Бироа Покрајинског комитета КПЈ за Војводину, на коме су разрађене директиве са Мајског саветовања КПЈ. У том циљу је формиран Војни комитет од осам чланова, на чијем је челу био Радивој Ћирпанов. На састанку је разматрано даље активирање маса на прикупљању оружја, као и формирање војних десетина и диверзантских група, организовање рада на војном образовању и отварање курсева прве помоћи.[10]
- Одржан састанак Месног комитета КПЈ за Пљевља, на коме је присуствовао секретар Обласног комитета КПЈ за Санџак Рифат Бурџовић. На састанку је поднет извештај о раду Месног комитета и читаве партијске организације и као један од најважнијих задатака, постављено проширивање партијске организације и повезивање с народом.

### 17. мај
- У посети Краљевини Италији, боравио Анте Павелић, поглавник Независне Државе Хрватске. Он се током боравка, у Ватикану састао са папом Пијем XII, који је подржао акцију масовног покатоличавања православних Срба у Хрватској. На молбу поглавника, краљ Виторио Емануел је свог рођака војводу од Сполета 18. маја прогласио „за краља Хрватске, принца Босне и Херцеговине, војводу Далмације, Тузле и Книна, војводу од Сполета и од Аосте“. Приликом примања Звонимирове круне, која је требало да буде приређена у Томиславграду, краљ је узео име Томислав II, у спомен на првог хрватског краља Томислава. Након пада Мусолинијеве владе, 25. јула 1943. године, по наредби краља Виториа Емануела је абдицирао, а након капитулације Италије је 12. октобра 1943. и службено сишао са положаја краља НДХ.

| 1 3 4 6 8 10 11 13 17 18 19 24 25 27 29 30 31 |

### 18. мај
- У Риму потписан Уговор о одређивању граница између Независне Државе Хрватске и Краљевине Италије тзв „Римски уговор“. Овим Уговором Италија је анектирала — Сушак, са залеђем и свим острвима Хрватског приморја, изузев острва Паг; Далмацију, од Сплита до Новиградског мора са залеђем до Зрмање и готово сва далматинска острва, сем Брача, Хвара и острва дубровачког приморја, као и шире подручје Бока которске. Образован је Гувернаторат Далмације у Задру, са Задарском, Сплитском и Бококоторском провинцијом.
- У Керестицну, код Загреба, од дотадашњег логора за политичке затворенике Бановине Хрватске, који је био формиран 31. марта, формирали Редарствени затвор. Половином априла, када су преузели овај логор, усташе су у њему затекле око 100 комуниста, које је ухапсила полиција Бановине Хрватске. До средине маја број логораша се попео на око 300, који су касније пребачени у друге логора. После првог масовнијег стрељања комуниста, 9. јула, остатак заточеника се у ноћи 13/14. јула одлучио на бекство. Већина учесника бекства, је била ухваћена и потом стрељана, 17. јула. Логор се потом више није користио.[10]

### 19. мај
- У логор Стара Градишка, који је основан почетком маја у близини села Стара Градишка, у просторијама бившег затвора, доведена прва група затвореника, који су били из Нове Градишке и Славонског Брода. После оснивања логора Јасеновац, овај логор је укључен у Систем концентрационих логора Јасеновац, којима је руковдио Вјекослав Лубурић, а потом Динко Шакић. Прво масовно погубљене логораша изврешено је фебруара 1942. године, када је убијено 1.200 Јевреја, а масовна довођења у логор отпочела су након офанзиве на Козару, када су овде смештани заточеница из села са Козаре и Просаре. Ликвидација овог логора започела је септембра 1944. године, када је отпочело пребацивање логораша у друге логоре, а коначно логора је коначно затворен марта 1945. године. У току рата у логору Стара Градишка је убијено преко 75.000 људи, од којих је њих троје проглашено за народне хероје — Нада Димић, Јаков Дуганџић и Милан Шпаљ.

### 24. мај
- Секретар Покрајинског комитета КПЈ за Македонију Методије Шаторов, на позив Централног комитета Бугарске радничке партије (комуниста) (БРПк), отишао у Софију, где је Покрајински комитет за Македонију прикључио БКП и добио инструкције за даљи рад, због овога је касније био смењен и искључен из КПЈ.

### 25. мај
- У Ужицу, у присуству Петра Стамболића, делегата ПК КПЈ за Србију, одржано Окружно партијско саветовање на коме су размотрена новонастала ситуација и предстојећа активност комуниста, укључујући и оружани отпор.
- У Панчеву одржано Окружно партијско саветовање за јужни Банат, на коме је члан ЦК КПЈ и политички секретар Покрајинског комитета КПЈ за Војводину Жарко Зрењанин пренео задатке које су постављени на Мајском саветовању КПЈ.
- На Тушњу, код Тузле, одржана Обласна партијска конференција КПЈ за Тузлу, којој је присуствовао Иса Јовановић, секретар Покрајинског комитета КПЈ за Босну и Херцеговину. Он је присутне упознао са Мајским саветовањем КПЈ и донетим одлукама, а потом је било формирано Обласно војно руководство, у које су били изабрани — Пашага Манџић, Цвијетин Мијатовић, Тодор Вујасиновић и Јосип Јовановић. Задатак овог војног руководства је био рад на прикупљању оружја и војне опреме, стварање борбених група и њихово обучавање оружјем, као и изградња система курирских мрежа.[11]

| 1 3 4 6 8 10 11 13 17 18 19 24 25 27 29 30 31 |

### 27. мај
- Председник Владе Краљевине Италије Бенито Мусолини именовао Савет за Љубљанску покрајину, као саветодавни орган високог комесара. Поред представника неких културних и привредних установа у Савет су укључена и три бивша југословенска политичара — Марко Натлачен, Иван Пуцељ и Милко Пиркмајер.[2]
- Објављена наредба немачког војног заповедника Србије генерала Хелмута Ферстера којом се, под претњом кажњавања робијом и смрћу, забрањује слушање иностраних радио станица, изузев немачких.[9]

### 29. мај
- У Загребу ухапшено 165 Јевреја, старости од 17 до 23 године, који су сутрадан одведени у логор Даница, у Копривници. Потом су били пребачени у логор Јадовно, где је већина побијена, а преостали део је касније пребачен у логор Јасеновац.

### 30. мај
- У Београду Јосип Броз Тито, генерални секретар КПЈ се уселио у вилу инжењра Мирка и Вере Ненадовић, на Дедињу. Пошто су Ненадовићи били симпатизери КПЈ, у њиховој кући је још раније било изграђено илегално склониште. Из ове куће Тито је руководио КПЈ и оружаном борбом, све до 16. септембра, када је отишао на слободну територију западне Србије. Током његовог боравка у овој кући, нико од његових сарадника није знао где се налази, а састанке са њима је одржавао углавном у вили Владислава Рибникара, у непосредној близини. Једине особе које су знале место Титовог боравка, биле су — Милентије Поповић, који му је и обезбедио овај смештај, Титова секретарица Даворјанка Пауновић и Љубинка Ђурђевић, сестра Вере Ненадовић и чланица КПЈ. Преко Даворјанке и Љубинке, Тито је курирским путем одржавао контакте са другим партијским пунктовима.[8]
- У Загребу, у парку Дотршћина, усташе стрељале Душана Зеленбабу (1912—1941), кувара у хотелу „Еспланада“, због оружаног окршаја са усташком патролом на Трешевици, 26. маја. Он је био ухапшен 27. маја и потом од стране преког суда осуђен на смрт. Био је прва жртва стрељана на Дотршћини, масовном стратишту на коме је током окупације Загреба, стрељано око 7.000 родољуба. Сутрадан, 31. јула објављен је Оглас о његовом стрељању и ово је био први јавни оглас о извршеној одмазди у Загребу.[12]

### 31. мај
- У Мостару усташе отпочеле прва хапшења, када су ухапсила петорицу мушкараца. У ноћи између 31. маја и 1. јуна, усташе на челу са Иваном Хочеваром и Станком Шарцем, извршиле су ликвидацију ухапшеника, код села Ортијеш. Међу ухапшенима је био и лекар Феодор Лукач, који је успео да се спасе скоком са високе литицу у Неретву.

### Крај маја
- У Загребу одржана проширена седница ЦК КП Хрватске на којој су, у духу Мајског саветовања, донесени закључци о припремама устанка у Хрватској.
- У Пећи одржан састанак Бироа Обласног комитета КПЈ за Косово и Метохију на коме је одлучено да се већина чланова Обласног комитета и неколико других познатијих комуниста привремено склони на територију Црне Горе, јер окупаторске власти припремају хапшење и ликвидацију свих познатијих комуниста. За то време, рад Обласног комитета је обављало Привремено партијско руководство, на чијем је челу био Рамиз Садику. После 15-20 дана, проведених у Црној Гори, на интервенцију ЦК КПЈ, Обласни комитет се вратио у Пећ. За то време, секретар Обласног комитета Миладин Поповић је боравио у Београду, где се упознао са директивама ЦК КПЈ, донетим на Мајском саветовању.[13]

| 1 3 4 6 8 10 11 13 17 18 19 24 25 27 29 30 31 |